# ماريان كاسبرزيك
ماريان كاسبرزيك (بالبولندية: Marian Krzysztof Kasprzyk)‏ (مواليد 22 سبتمبر 1939) هو ملاكم بولندي، مثّل بلاده في دورتي الألعاب الأولمبية الصيفية 1960 و1964.

## روابط خارجية
ماريان كاسبرزيك على موقع أوليمبيديا (الإنجليزية)
- ماريان كاسبرزيك على موقع اللجنة الأولمبية البولندية (مؤرشف) (البولندية)